# Fiducia supplicans

Fiducia supplicans (« Confiance suppliante ») est une déclaration du Dicastère pour la Doctrine de la foi (DDF) relative à la bénédiction non sacramentelle par un prêtre de couples considérés par l’Église catholique comme étant « en situation irrégulière », dont les couples homosexuels. Le document est signé par le préfet du Dicastère, le cardinal Víctor Manuel Fernández. La déclaration est publiée le 18 décembre 2023 et approuvée par le pape François.
Dès sa publication, la déclaration a suscité de très nombreuses réactions, certaines enthousiastes, d'autres très critiques, voire hostiles, provoquant une crise profonde dans l'Eglise. Elle a notamment été rejetée par la plupart des évêques africains. Elle a nécessité plusieurs clarifications, tant de la part du préfet du DDF, que du pape François lui-même, qui a souligné que la déclaration n'autorisait pas la bénédiction des unions, mais des personnes.

## Contenu

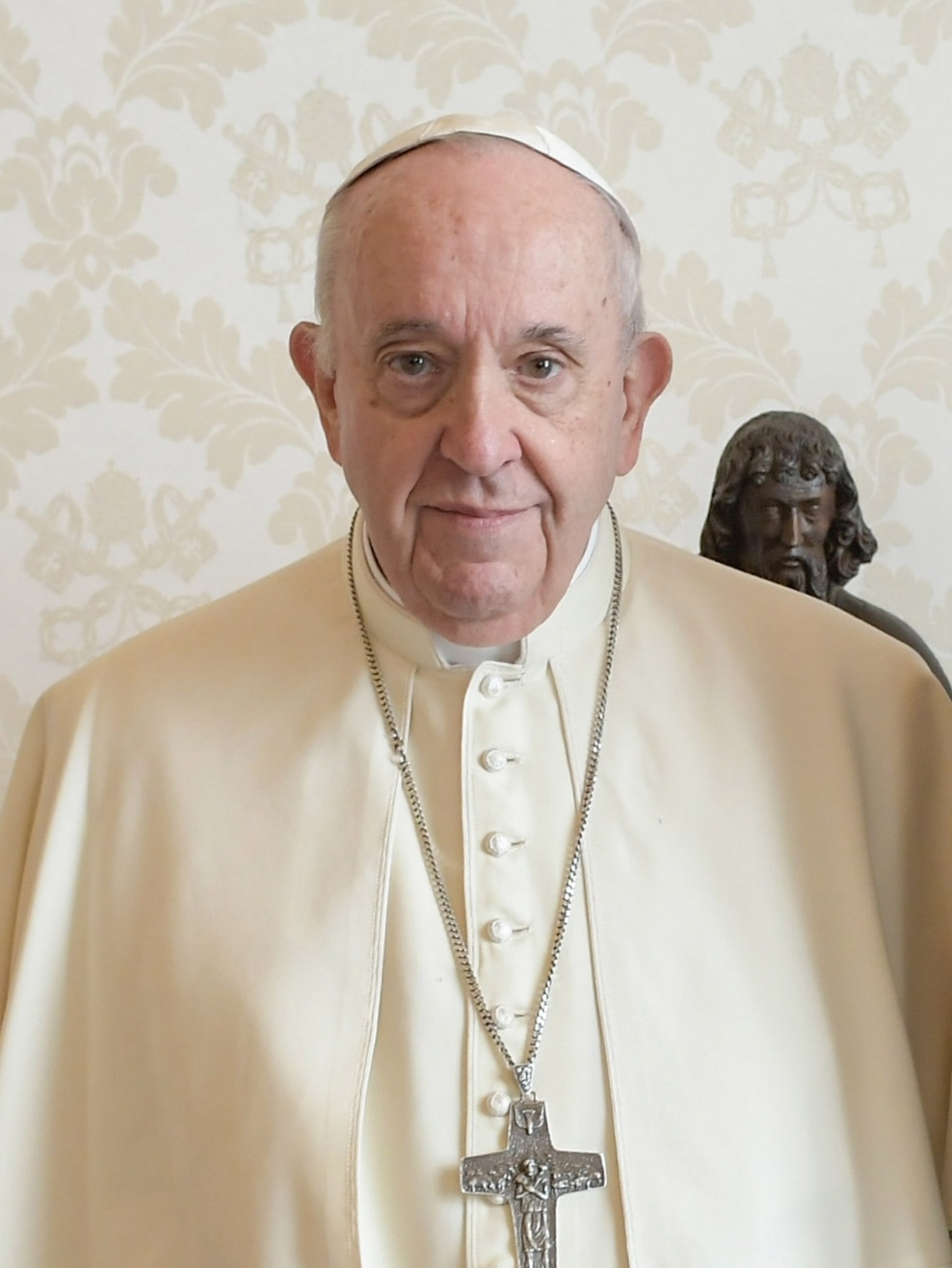
Le pape François a approuvé la déclaration.

La déclaration Fiducia supplicans permet aux prêtres de donner des « bénédictions spontanées » à des couples de sexe opposé, « en situation irrégulière » aux yeux de l’Église catholique, c'est-à-dire qui ne sont pas mariés religieusement, ou bien divorcés-remariés. Elle autorise également la bénédiction de couples de même sexe.
Le document explique que ce type de bénédiction informelle et spontanée n'est pas une bénédiction liturgique ou ritualisée « afin de ne pas créer de confusion avec la bénédiction propre au sacrement du mariage. »
Selon Vatican News, Fiducia supplicans n'introduit pas de changement dans la doctrine sur le mariage dans l’Église catholique, ni ne signifie l'approbation de ces unions.

## Contexte
En février 2021, la Congrégation pour la Doctrine de la Foi (CDF) dirigée par le cardinal Ladaria émet un responsum ad dubium (réponse sur un point doctrinal) qui répond négativement à la question de savoir si l'Église a « le pouvoir de donner la bénédiction à des unions de personnes du même sexe ». Les motifs de cette réponse sont exposés dans une note explicative. Cette réponse fait l'objet de vives réactions de la part de plusieurs évêques.
En 2023, la question est relancée par le synode sur la synodalité ainsi que par le Chemin synodal allemand qui vote en mars une bénédiction pour les « couples qui s’aiment ». Interrogé à ce sujet par des journalistes, le cardinal Pietro Parolin, secrétaire d’État du pape désavoue le 13 mars cette décision « qui implique la discipline de l’Église universelle » en rappelant que le Saint-Siège s’est opposé « de manière très claire » à la bénédiction de couples homosexuels par la note de la CDF de février 2021.
En octobre, les cardinaux Robert Sarah, Raymond Burke, Walter Brandmüller, Juan Sandoval Íñiguez et Joseph Zen, demandent sous forme de dubia au pape François une clarification sur plusieurs points doctrinaux, dont la bénédiction des couples homosexuels. Dans sa réponse, le pape invoque la « charité pastorale » qui permettrait selon lui de procéder à de telles bénédictions, tout en rappelant « la prudence pastorale [qui] doit discerner adéquatement s’il existe des formes de bénédiction, demandées par une ou plusieurs personnes, qui ne transmettent pas une fausse conception du mariage » Cependant le 28 octobre, le rapport de synthèse du Synode écarte la bénédiction des couples homosexuels.
C'est dans ce contexte que la déclaration Fiducia Supplicans, qui prend tout le monde de court, est publiée le 18 décembre 2023 et approuvée par le pape François. Le document est signé par le préfet du Dicastère, le cardinal Víctor Manuel Fernández.

## Explications du Vatican
Devant les attaques de certains épiscopats, le cardinal Víctor Manuel Fernández, s'exprime fin décembre 2023 dans un entretien avec le site américain The Pillar (en) puis avec le quotidien espagnol ABC pour défendre sa déclaration.
Le 4 janvier 2024, deux semaines après la publication de Fiducia supplicans, le Dicastère pour la Doctrine de la foi (DDF) publie un communiqué de presse destiné à clarifier certains points.
Le communiqué rappelle au plan doctrinal que « [la] déclaration reste ferme sur la doctrine traditionnelle de l’Église concernant le mariage, n’autorisant aucun type de rite liturgique ou de bénédiction similaire à un rite liturgique qui pourrait prêter à confusion. » Il précise que « la véritable nouveauté de cette Déclaration [...] n’est pas la possibilité de bénir des couples en situation irrégulière [mais] l’invitation à distinguer deux formes différentes de bénédictions : « liturgique ou ritualisée » et « spontanée ou pastorale. » Ces « "bénédictions pastorales" doivent avant tout être très brèves. [...] Ce sont des bénédictions de quelques secondes, sans Rituel et sans Livre des bénédictions. »
Au plan pratique, « chaque évêque local, en vertu de sa fonction propre, a toujours le pouvoir de discernement in loco [localement]. [...] La prudence et l’attention au contexte ecclésial et à la culture locale pourraient admettre différentes modalités d’application, mais pas une négation totale ou définitive de ce chemin proposé aux prêtres. »
Est prise en compte l'existence dans certains pays, qui « ne sont pas rares », de « législations qui condamnent à l’emprisonnement et, dans certains cas, à la torture voire à la mort le simple fait de se déclarer homosexuel. » Dans ce cas « on comprend qu’une bénédiction serait imprudente. »
Le 26 janvier 2024, face aux critiques virulentes, le pape François précise, lors d'un discours devant les membres du DDF, que lorsqu'un couple fait la demande d'une bénédiction, « on ne bénit pas l'union, mais simplement les personnes qui l'ont demandée ensemble. » Interrogé le 29 janvier par La Stampa sur la levée de boucliers provoquée par Fiducia supplicans, le pape répond que « ceux qui protestent avec véhémence appartiennent à de petits groupes idéologiques. » Il déclare que les Africains, qui ne tolèrent pas l'homosexualité d'un point de vue culturel, sont un cas à part.
Dans une interview accordée à la chaîne américaine CBS le 24 avril 2024, et diffusée le 19 mai dans l'émission 60 Minutes, le pape François clarifie à nouveau sa position sur Fiducia supplicans : « ce que j’ai permis, c’est de ne pas bénir l’union [sic]. Ce n’est pas possible parce que ce n’est pas le sacrement. Je ne peux pas. Le Seigneur l’a fait ainsi. [...] Bénir une union de type homosexuel, c’est aller contre le droit naturel, contre la loi de l’Église. Mais bénir chaque personne, pourquoi pas ? La bénédiction est pour tous. Certains en ont été scandalisés. » Il présente l'homosexualité comme « un fait humain ».

## Réception de la déclaration

### Hiérarchie catholique
La déclaration Fiducia supplicans suscite un très grand nombre de réactions parmi les évêques du monde entier, provoquant une « crise profonde dans l'Eglise » selon le journal La Croix.

#### En Europe
La plupart des conférences épiscopales européennes accueillent favorablement la déclaration, notamment en Allemagne, où le Chemin synodal avait déjà avalisé la bénédiction de couples homosexuels. Pour Georg Bätzing, porte-parole de la Conférence épiscopale allemande « Fiducia supplicans aborde les questions qui sont apparues récemment autour des demandes de bénédiction et des bénédictions d’un point de vue pastoral et dans un langage théologiquement modéré et apaisé. »
En Belgique, où avait été préparée dans les diocèses flamands une liturgie propre à ces bénédictions (ce qu'exclut Fiducia supplicans), l'évêque d'Anvers, Johan Bonny, salue la déclaration et estime qu'elle peut également « stimuler le débat » et conduire à un changement dans la position de l’Église catholique sur l'homosexualité,. Geert De Kerpel (nl), porte-parole de l'Église catholique belge, affirme que Fiducia Supplicans est « un pas en avant important pour l’Église tout entière ».
Pour l'archevêque de Salzbourg, Franz Lackner, le document signifie qu'il n'est plus possible de refuser la bénédiction des unions entre des personnes de même sexe,.
En Espagne, les évêques apportent leur soutien au pape François et à son Magistère après les attaques contre Fiducia supplicans sans toutefois se prononcer sur l'application concrète de la déclaration.
En France, la déclaration fait débat parmi les évêques dans un contexte où prêtres et fidèles sont eux-mêmes divisés sur la question. En décembre 2023, les évêques de Metz, Nancy et Verdun réagissent positivement au texte. Cependant, en janvier 2024 les 10 évêques de la province ecclésiastique de Rennes (Bretagne et Pays de la Loire) publient un communiqué commun appelant à ne pas bénir des couples homosexuels ou non mariés à l'église, mais uniquement des personnes individuelles. Un communiqué de consensus publié le 10 janvier 2024 par la Conférence des évêques de France affirme que la déclaration doit être comprise « comme un encouragement aux pasteurs à bénir généreusement les personnes qui s’adressent à eux en demandant humblement l’aide de Dieu. ».
L'évêque danois Czeslaw Kozon déclare que le problème n'est pas le contenu de la déclaration, « mais la forme dans laquelle elle serait reçue et interprétée ». 
En Pologne, en Hongrie et dans l’Église latine en Ukraine, les évêques prennent leurs distances avec le texte en soulignant ses ambiguïtés. Sviatoslav Chevtchouk, archevêque majeur de l'Église grecque-catholique ukrainienne, invoque le Code de droit canonique des Églises orientales pour dire que la déclaration s'applique seulement à l'Église latine.

#### En Asie
Dès le lendemain de la publication de la déclaration, l'archidiocèse d'Astana au Kazakhstan condamne la déclaration Fiducia supplicans. Son archevêque, Tomasz Peta, et son évêque auxiliaire, Athanasius Schneider, l'accusent de contredire « la Révélation divine, la doctrine et la pratique ininterrompue et bimillénaire de l'Église catholique » et la qualifient de « grande tromperie »,.

#### En Amérique du Nord
La conférence des évêques catholiques des États-Unis estime que « l’enseignement de l’Église sur le mariage n’a pas changé et cette déclaration le confirme, tout en s’efforçant d’accompagner les gens en leur donnant des bénédictions pastorales parce que chacun d’entre nous a besoin de l’amour guérisseur et de la miséricorde de Dieu dans sa vie. »,.
Pour la Conférence des évêques catholiques du Canada, le document affirme « explicitement » l'enseignement de l'Église sur le mariage.

#### En Afrique
Dès le lendemain de la publication du document, la Conférence épiscopale du Malawi s'oppose à l'application de Fiducia supplicans ainsi que la conférence des évêques de la Zambie et de la Namibie. D'autres conférences épiscopales africaines leur emboîtent le pas,.
Le 11 janvier 2024, le Symposium des conférences épiscopales d'Afrique et de Madagascar (Sceam), qui réunit l'ensemble des responsables du continent africain, publie une déclaration commune s'opposant à la bénédiction de couples de même sexe : « Nous, évêques africains, ne considérons pas comme approprié pour l’Afrique de bénir les unions homosexuelles ou les couples de même sexe parce que, dans notre contexte, cela causerait une confusion et serait en contradiction directe avec l’ethos culturel des communautés africaines ». Une telle déclaration, issue des évêques de tout un continent, est inédite dans l'histoire de l’Église catholique,. Le 16 janvier, le cardinal Fridolin Ambongo, président du Sceam, se livre à une charge contre l'Occident « en perte  de vitesse en termes de valeur[s] » et ses « mœurs décadentes ».
La Conférence des évêques d’Afrique du Nord (Cerna), qui fait partie du Sceam, s'en démarque cependant le 16 janvier 2024 : « Quand des personnes en situation irrégulière viennent ensemble demander une bénédiction, on pourra la donner à condition que cela n’entraîne pas de confusion pour les intéressés eux-mêmes ou pour d’autres. »

### Autres prises de position dans l’Église catholique
Pour le cardinal Pietro Parolin, secrétaire d'État du pape François, s'exprimant le 13 janvier 2024, Fiducia supplicans « a suscité de très vives réactions, ce qui signifie que l'on a touché un point très délicat, très sensible, qui devra faire l'objet d'un examen plus approfondi »
James Martin, un prêtre jésuite américain connu pour son engagement auprès des homosexuels catholiques, qualifie la déclaration de grand pas en avant de l’Église vis-à-vis des personnes LGBT. Au lendemain de la déclaration, il bénit un couple marié de même sexe,.
Pour le cardinal allemand Gerhard Ludwig Müller, ancien préfet de la Congrégation pour la Doctrine de la foi, « bénir une réalité contraire à la création est non seulement impossible, [mais] c’est un blasphème ». Un prêtre qui bénirait un couple homosexuel commettrait un « sacrilège »,,.
Pour le cardinal guinéen Robert Sarah, la déclaration constitue une « hérésie qui mine gravement l’Église » inspirée par le « Diviseur »,.
Le cardinal Joseph Zen, évêque émérite de Hong Kong, dénonce un texte qui « crée une confusion » et suggère la démission de son auteur, le cardinal Víctor Manuel Fernández.
Les dominicains de la province de Toulouse exposent leurs critiques dans la Revue thomiste. Le texte est jugé par le père Emmanuel Perrier « incohérent, contradictoire avec le Magistère et porteur de confusion ». Le père Thomas Michelet, professeur de théologie à l'université pontificale de l’Angelicum, analyse le texte et exprime également ses réserves.
Une pétition demandant le retrait de Fiducia supplicans, relayée par le média conservateur LifeSiteNews (en) connu pour ses positions hostiles au pape François, est signée en février 2024 par 90 membres du clergé et intellectuels catholiques, dont beaucoup sont issus du milieu traditionaliste américain.

### Associations en faveur des droits LGBT dans l'Église catholique
Plusieurs groupes sud-américains de catholiques LGBT saluent l’ouverture du document. Le CRISMHOM, une association madrilène de chrétiens LGBT, se prononce également favorablement.
L'association portugaise de catholiques LGBT, Rumos Novos exprime sa déception en estimant que la déclaration n'apporte rien de plus qu' « une bénédiction mineure » pour les couples de même sexe.
En France, l'association Reconnaissance, un collectif catholique de parents d’homosexuels, tout en se réjouissant d’une « avancée pastorale » et d'une « manifestation de bienveillance », déplore que l'homosexualité persiste à être désignée par l’Église catholique comme un péché,. Jean-Michel Dunand, fondateur d'une fraternité œcuménique au service des personnes « homosensibles », exprime sa gratitude au « dicastère pour la doctrine de la foi [qui] ouvre une porte, [ce qui] est très positif », en confiant son espoir que l’Église, un jour, autorise le mariage des couples de même sexe.

### Autres confessions chrétiennes

#### Protestantisme
L'évangélique américain Franklin Graham et le baptiste Albert Mohler critiquent le pape François pour avoir autorisé les prêtres catholiques à bénir les couples de même sexe,.
Le presbytérien Carl Trueman (en) se dit préoccupé par le fait que les protestants conservateurs en Occident seraient moins en mesure de s’abriter sous le parapluie culturel de l’Église catholique à cause de Fiducia supplicans.

#### Orthodoxie et Églises antéchalcédoniennes
Le patriarcat de Moscou exprime sa réprobation et les Églises antéchalcédoniennes leurs incompréhensions. Parmi ces dernières, l’Église copte orthodoxe publie le 7 mars 2024 un décret suspendant le dialogue théologique avec l’Église catholique,,.